# 己即是空
己即是空（おんそくぜくう）は、日本のイラストレーター、同人作家。男性。本名および出身地はともに非公開（※個人HPより確認）。主に同人作家としての活動を生業としており、所属サークルである「SAZ（エスエーゼット）」で活動を行っている。

## プロフィール
※以下は個人HPの「管理人のプロフィール」から一部のみ抜粋
- ネーム：己即是空（オンソクゼクウと読む。般若心経の一文からとったとされる）
  - 似顔絵・自画像に該当するものは存在せず、代わりに自分の肺のMRIで撮影した画像をスキャナにリサイズ縮小して取り込んだものである。
- 最終奥義（※特技のようなもの）：竜虎風穴の極み、幻龍裏蟷螂拳
- 好きなMS：ケンプファー
- 好きなヒーロー：ロボコップ
- 尊敬する絵師：漫$画太郎
- 好きな漫画：ジョジョの奇妙な冒険、寄生獣、コスモス荘（コミック版）、BLAME!、ピンポン
- 使用ソフト：Adobe Photoshop CS2（Adobe）

## 主な経歴
2001年より同人活動を開始。2003年頃の冬コミにサークル出店するなど、次第に本格的な同人活動を行うようになるとみるみる上達し、翌2004年のコミケ出展作品で現在のような作風となり今日に至る。
2006年8月には、彼が原画を担当した同人ゲーム制作サークル・FLAT開発・制作のサスペンス系ADVゲーム『キラークイーン』（PC向け・18禁ゲーム）が発売され、翌々年（2008年）の8月にはPS2版『シークレットゲーム -KILLER QUEEN-』としてコンシューマー化されると彼の名と作風が一気に知れ渡るようになった。

## 主な作品

### 二次創作作品
2005年以前の二次創作作品については個人ホームページの二次創作活動欄を参照。

### ゲーム作品
- キラークイーン（開発・制作・発売：FLAT、プラットフォーム：Windows、同人・18禁）
- シークレットゲーム -KILLER QUEEN-（開発：レジスタ、制作・発売：イエティ、プラットフォーム：PS2、一般（CERO審査：D（17歳以上対象）））